# 이정섭 (언론인)
이정섭(李晶燮, 일본식 이름: 宮本晶燮(미야모토 아키쇼), 1895년 ~ ?)은 일제강점기와 대한민국의 언론인으로 호는 경곡(鏡谷), 본관은 전주이며 본적은 함경남도 함흥군 주서면이다.

## 생애
1919년 보성중학교를 졸업한 뒤 프랑스로 유학했다. 1926년 3월에는 프랑스 파리 대학교 문과를 졸업했고 같은 해 7월 17일에 조선으로 귀국했다. 1927년에는 신간회 발기인으로 참여했고 같은 해에 중외일보 논설위원으로 발탁되었다. 1927년 7월 2일부터 세계 일주를 떠났으며 같은 해 7월 21일에는 미국 샌프란시스코에서 최린과 합류했다.
1927년 10월 8일부터 《중외일보》에 세계 일주 기행문인 〈세계 일주 기행 - 조선에서 조선으로〉를 연재하기 시작했지만 1928년 2월 27일에 발행된 《중외일보》에 게재된 아일랜드 기행문 필화 사건에 연루되어 중외일보 주필을 역임하고 있던 이상협과 함께 《보안법》, 《신문지법》 위반 혐의로 기소되었고 1928년 3월 1일부터 연재가 중단되고 만다. 당시 조선총독부에서는 이정섭이 아일랜드의 독립 운동 지도자인 에이먼 데 벌레라와의 인터뷰를 통해 조선의 독립 운동을 고취시킨 사실을 문제삼았다. 이 사건으로 인해 이정섭은 1928년 4월 4일에 경성지방법원에서 열린 1심 재판에서 징역 6개월을 선고받았지만 1928년 11월 2일에 경성복심법원에서 열린 항소심 재판에서 징역 6개월, 집행유예 2년을 선고받았다.
1932년에는 《조선일보》 정치부장으로 임명되었고 1933년 11월 6일에는 시중회 간사로 선임되었다. 1938년 2월에 미나미 지로 조선총독과 가진 회견에서 일본 제국의 내선일체 방법론 가운데 하나로 이른바 "민중단일당"(民衆單一黨) 건설을 제안했다. 그가 구상한 "민중단일당"은 군(軍)·관(官)·민(民)의 합작으로 설립되어 이들을 일체로 만들고 조선을 총지배하는 단일 조직이었다. 이 회견은 1938년 5월에 발행된 잡지 《삼천리》에 〈총독회견기(總督會見記)〉라는 제목으로 게재되었다. 1938년 5월 2일에는 경성중앙방송국 방송부 제2방송과 직원으로 입사했다.
1939년에 발행된 《재만조선인통신》에 내선일체를 찬양하는 논설을 기고했고 1940년부터 1944년까지 조선총독부 기관지 《매일신보》에 삼국 동맹 조약 체결과 태평양 전쟁, 대동아 공영권을 찬양하는 논설을 기고했다. 1941년 11월에는 조선방송협회 제2방송부 보도과장과 기획과장으로 선임되었다. 1941년 9월 7일에는 임전대책협의회 채권가두유격대 명치정대에 참가했다.
1941년 10월 22일에는 조선임전보국단 평의원, 1945년 6월 9일에는 조선언론보국회 평의원으로 각각 선임되었다. 1945년 6월 14일에는 조선언론보국회 주최로 열린 언론총진격대회 연사로 활동했다. 이러한 경력 때문에 민족문제연구소의 친일인명사전 수록자 명단의 언론/출판 부문, 친일반민족행위진상규명위원회가 발표한 친일반민족행위 705인 명단에 포함되었다.
광복 이후인 1945년 9월 15일부터 1948년 10월 7일 대한민국 정부의 방송 국영화 조치로 해체될 때까지 조선방송협회(한국방송공사의 전신) 회장을 역임했다. 한국 전쟁 중이던 1950년 7월 17일에 납북되었으며 그 뒤의 행적에 대해서는 거의 알려져 있지 않다.

## 주요 기고문
- 〈세계 일주 기행 - 조선에서 조선으로〉 (중외일보, 1927년 10월 8일 ~ 1928년 3월 1일)
- 〈총독회견기(總督會見記)〉 (삼천리, 1938년 5월)
- 〈내선일체운동의 방법론(內鮮一體運動の方法論)〉 (재만조선인통신, 1939년 1월)
- 〈정신적(精神的)으로 결합(結合)하자〉 (재만조선인통신, 1939년 2월)
- 〈일독이(日獨伊) 굳은 악수〉 (매일신보, 1940년 10월 6일)
- 〈굳은 맹세 1년〉 (매일신보, 1941년 9월 27일)
- 〈일만화(日滿華) 형제동맹〉 (매일신보, 1941년 11월 30일)
- 〈나의 아메리카관(私のアメリカ觀)〉 (녹기, 1941년 12월)
- 〈세계를 뒤덮는 전파 전쟁과 무선방송〉 (매일신보, 1942년 2월 8일)
- 〈일본시대(日本時代)의 도래(到來)〉 (매일신보, 1942년 4월 20일)
- 〈사변기념문화논문(事變記念文化論文) 아메리카니즘의 비판 1, 2, 3〉 (매일신보, 1942년 7월 5일, 7월 6일, 7월 8일)
- 〈출정(出征)하는 자제(子弟)에게 주는 말〉 설문 (신시대, 1944년 3월)

### 내용주
1. ↑  민족문제연구소가 발간한 《친일인명사전》, 친일반민족행위진상규명위원회가 발간한 《친일반민족행위진상규명 보고서》에는 이정섭의 출생 연도가 1899년으로 표기되어 있다.

### 참고주
1. ↑  佛國(불국) 學界(학계) ◇ 最近(최근)의 消息(소식) 1926년 7월 18일 동아일보
2. 1 2  정진석 (2012년 2월). 〈현대사 속의 언론-중외일보 필화 사건〉. 《신문과 방송》. 서울: 한국언론진흥재단.
3. ↑  “미완의 세계 일주 기행문과 여행의 정치적 함의 - 이정섭의 〈조선에서 조선으로〉를 중심으로”. 《한국연구재단 기초학문자료센터》. 2022년 5월 12일에 확인함.
4. ↑  이정섭(李晶燮) : 독립운동관련 판결문 (1928년 11월 1일) 대한민국 국가기록원
5. ↑  “한국전쟁 납북사건 자료원 - 이정섭”. 2018년 11월 17일에 원본 문서에서 보존된 문서. 2018년 11월 17일에 확인함.

## 참고자료
- 친일반민족행위진상규명위원회 (2009). 〈이정섭〉. 《친일반민족행위진상규명 보고서 Ⅳ-14》. 서울. 52~82쪽.